# Fedor Cibotaru
Fedor Cibotaru (în rusă Фёдор Фёдорович Чиботару; n. 14 martie 1914, Corlăteni, județul Bălți, gubernia Basarabia, Imperiul Rus) a fost un revoluționar și politician sovietic moldovean.

## Biografie
Născut în Corlăteni, în județul Bălți (azi în raionul Rîșcani), a început din anul 1933 să activeze în mișcarea comunistă clandestină. A fost membru al organizației revoluționare subterane „Școlarul Roșu” din Bălți, apoi membru al comitetului de partid al orașului Cluj (în cadrul P.C.R.). 
În Al Doilea Război Mondial a fost organizator al instituțiilor sovieto-moldovenești evacuate în RSS Kazahă. Ulterior, a fost ales deputat în Sovietul Suprem al Uniunii Sovietice, precum și în Sovietul Suprem al RSS Moldovenești.
A decedat după 1982.